# Хибини
Хибѝните (на руски: Хибины; от „хибин“ на саамски „планини“) е нископланински масив в крайната западна част на Колския полуостров, разположен в централната част на Мурманска област, Русия, между езерата Имандра на запад и Умбозеро на изток. Масивът е най-значителен и най-висок – връх Юдичвумчор 1200 m (67°43′35″ с. ш. 33°28′30″ и. д. / 67.726389° с. ш. 33.475° и. д.) на Колския полуостров и в Мурманска област. Хибините представляват интрузивен масив, изграден от нефелинови сиенити, към които са привързани богатите находища на апатито-нефелиновите рудни находища (Кукисвумчор, Юкспор, Радвумчор и др.). Върховете му са заоблени и платообразни, а склоновете – стръмни с многочислени фирнови полета и малки ледници. През зимата често явление са падащите снежни лавини. От него водят началото си няколко малко по-големи реки, от които 4 (Куна, Голцовка, Малая Белая и Белая) се вливат в езерото Имандра и 2 (Тульоки и Вуонемьоки) – в езерото Умбозеро. Пребладаващата част от масива е заета от планинска тундра. По ниските части на склоновете виреят келяви брези, смърчови и борово-брезови редки гори. На връх Вудъевърчор е разположена единствената в света Поларно-алпийска ботаническа градина.

## Топографска карта
- Лист от карта Q-36-III,IV Апатиты. Мащаб: 1 : 200 000. Указать дату выпуска/состояния местности.
- Лист от карта Q-36-V,VI Ревда. Мащаб: 1 : 200 000. Указать дату выпуска/состояния местности.